# Ameivula nativo
Ameivula nativo — вид ящірок родини теїдових (Teiidae). Ендемік Бразилії.

## Поширення і екологія
Ameivula nativo мешкають на східному узбережжі штатів Еспіриту-Санту і Баїя. Вони живуть в прибережних заростях рестінги, серед чагарників і піщаних дюн. Живляться личинками і термітами, відкладають яйця.

## Збереження
МСОП класифікує цей вид як такий, що перебуває під загрозою зникнення. Ameivula nativo загрожує знищення природного середовища.